# العربي بن مبارك
العربي بن مبارك (16 يونيو 1914 – 16 سبتمبر 1992) هو لاعب كرة قدم مغربي سابق. يعتبر أول من حمل لقب الجوهرة السوداء.

## مسيرته
ولد العربي بن مبارك في مدينة الدار البيضاء. نشأ يتيمًا وبدأ صباه باحتراف مهنة النجارة في أحياء الدار البيضاء وكان يزاول الكرة في دروب المدينة. بدأ مسيرته الكروية مع نادي الاتحاد المغربي حيث كان يلعب المستعمرون الفرنسيون إبان فرض الحماية على المغرب.

### الانتقال إلى فرنسا
في موسم 1939/1938 التحق بنادي أولمبيك مارسيليا فتألق مع النادي مسجلا اثني عشر هدفا ساعدت النادي على احتلال المركز الثاني في الدوري خلف نادي سيت. أُرْغِمَ بن مبارك على حمل القميص الفرنسي ضد المنتخب الإيطالي في كانون الأول/دجنبر 1938. وبعد توقف الدوري الفرنسي خمس سنوات بسبب الحرب العالمية الثانية عادت الحياة للدوري الفرنسي وعاد العربي بن مبارك للتباري ولكن هذه المرة مع نادي فرنسا. وفي موسم 1945/1946 ساهم العربي في صعود ناديه الباريسي إلى قسم الصفوة ليحتل بعدها ناديه المرتبة الخامسة في أول موسم وقاد ناديه الباريسي إلى التألق في الدوري الفرنسي بعد أن كان ناديا مغمورا.

### الانتقال إلى إسبانيا
توالت عليه العروض من شتى الفرق إلا أنه فضل عرض نادي أتلتيكو مدريد الذي كان يطمح إلى المنافسة على الليغا والتحق بالنادي في موسم 1948/1949. أحدث ثورة كروية في النادي القشتالي وقاده للحصول على لقب الليغا في موسم 1949/1950 بل والأدهى من ذلك إحرازه اللقب معه مرة أخرى متتالية في السنة الموالية 1950/1951. وفي نهاية الموسم الكروي 1953/1952 غادر العربي بن مبارك العاصمة مدريد عائدا إلى نادي أولمبيك مارسيليا بعد أن أصبح أول عربي يحرز لقب الليغا وأول عربي تطأ قدماه ملاعب إسبانيا بل وأصبح أحد أساطير الكرة في أتلتيكو مدريد, وأحرز للنادي القشتالي 56 هدفا في 113 لقاء خلال 5 مواسم وشكل إلى جانب السويدي كارلسون أقوى خط هجوم في الليغا بداية الخمسينات.
أرغمه الفرنسيون[بحاجة لمصدر] على حمل القميص الفرنسي بحكم الحماية الفرنسية وحمله 18 مرة سجل خلالها 3 أهداف.
وكانت حقبة تاريخية لأتلتيكو مدريد بتواجد النجوم: سيلفا ودومينغو وهيلانيا وزابالا والسويدي كارلسون أطلق عليه المتتبعون الكرويون آنذاك لقب الجوهرة السوداء (بالفرنسية: la perle noire) وأطلق الأسبان على ثنائية بن مبارك وكارلسون هجوم الكريسطال.

### العودة إلى فرنسا
في موسم 1951 عاد العربي بن مبارك إلى نادي مارسيليا. خلال موسمي 1955/1953 واعتزل العربي بن مبارك الكرة خلال نفس السنة بعد 17 سنة في ملاعب أوروبا محققا مسيرة كروية مهمة، تصنفه الجامعة الفرنسية كرابع أفضل من حمل القميص الفرنسي بعد زين الدين زيدان وكوبالا وميشيل بلاتيني.

### بعد الاعتزال
بعد اعتزاله عاد بن مبارك إلى وطنه المغرب ليدرب نادي الاتحاد الرباطي ثم النجم البيضاوي، وكان أول مدرب للمنتخب الوطني المغربي. وكان العربي بن مبارك محافظا على صلواته في قلب فرنسا وإسبانيا وكان الخمر والدخان لا يعرفان إليه سبيلا مما كان يثير استغراب الفرنسيين والإسبان.،.
ويعد العربي بن مبارك من أفضل لاعبي الكرة الذين أنجبتهم الميادين المغربية صحبة محمد التيمومي، عزيز بودربالة، وبادو الزاكي، عاش العربي وحيدا في آخر حياته بعد وفاة زوجته الفرنسية إلى أن توفي سنة 1992.

## الألقاب
- 5 بطولات الدوري المغربي (نادي الاتحاد المغربي)
- 2 بطولات كأس المغرب (نادي الاتحاد المغربي)
- 8 بطولات كأس السوبر (نادي الاتحاد المغربي)
- 1 بطولة شمال إفريقيا (نادي الاتحاد المغربي)
- 2 بطولات الدوري الإسباني (أتلتيكو مدريد، 1949–50 و1950–51)
- 1 بطولة كأس السوبر الإسباني (كأس إيفا دوارتي): (أتلتيكو مدريد، 1951)
- وسام الاستحقاق من الفيفا : 1998

## أفلام عن العربي بن مبارك
- العربي أو مصير أسطورة كرة القدم: فيلم من إخراج إدريس المريني سنة 2011

## وصلات خارجية
- العربي بن مبارك على موقع الاتحاد الدولي (مؤرشف)  (الإنجليزية)
- العربي بن مبارك على موقع قاعدة بيانات كرة القدم.إي يو (الإنجليزية)
- العربي بن مبارك على موقع ليكيب (الفرنسية)
- العربي بن مبارك على موقع ناشيونال فوتبول تيمز (الإنجليزية)
- تكريم الفيفا لبن مبارك
- أرقام بن مبارك